# 건퍼레이드 오케스트라
《건퍼레이드 오케스트라(일본어: ガンパレード・オーケストラ, Gunparade Orchestra)》는 일본 알파시스템에서 개발하고 소니컴퓨터엔터테인먼트에서 배급하는 게임과 애니메이션이다. 건퍼레이드 마치의 후속작이다.
2005년 10월 4일부터 애니메이션이 선행 방송 된다. 원작 게임은 12월에 일본에서 발매될 예정이다.

## 같이 보기
- 건퍼레이드 마치